# Camponotus longiventris
Camponotus longiventris é uma espécie de inseto do gênero Camponotus, pertencente à família Formicidae.